# Hôtel Arbez Franco-Suisse
Koordinaten: 46° 27′ 51,5″ N, 6° 4′ 22,8″ O; CH1903: 495102 / 146800
Das Hôtel Arbez, auch Hôtel Franco-Suisse und Hôtel Arbez Franco-Suisse genannt, ist ein Hotel, das auf der Grenze zwischen Frankreich und der Schweiz liegt. Es befindet sich in der Ortschaft La Cure, die selbst durch die Grenze geteilt ist: Das französische La Cure gehört zur Gemeinde Les Rousses, die Schweizer Seite ist ein Ortsteil von Saint-Cergue. Das Gebäude wurde durch einen Geschäftsmann gebaut, der einen Nutzen aus einer bevorstehenden Grenzkorrektur im Gebiet erzielen wollte. Das Erdgeschoss war ursprünglich auf Schweizer Seite ein Laden, auf französischer Seite eine Gaststätte. Heute wird die aus mehreren Gebäudeteilen bestehende Anlage als Hotel genutzt. Die Grenze verläuft durch die Küche, den Speisesaal, das Treppenhaus und einige Zimmer.

## Hintergrund
Die besondere Situation des Hotels geht auf einen Grenzstreit zwischen Frankreich und der Schweiz zurück – den Disput um das Dappental. Frankreich unter Napoléon Bonaparte annektierte 1805 das nahe gelegene Dappental, um eine militärstrategische Strasse zwischen Frankreich und Savoyen errichten zu lassen. 1815 sprach der Wiener Kongress das Tal wieder der Schweiz zu. Frankreich bemühte sich in der Folge weiterhin, das Territorium zu erwerben, was die Schweiz jedoch während Jahrzehnten ablehnte. 1861 liess Napoléon III Truppen ins Gebiet einmarschieren, und Frankreich schlug einen Tausch vor: Das Dappental soll gegen ein Gebiet gleicher Fläche am Abhang des Noirmont getauscht werden. Die beiden Staaten unterzeichneten das Abkommen am 8. Dezember 1862, und am 20. Februar 1863 trat es in Kraft. Das Grundstück des heutigen Hotels und seine Umgebung lagen ursprünglich vollständig auf französischem Territorium – mit Inkrafttreten des Vertrags wurden jedoch mehrere Gebäude durch die neue Grenze geteilt. Das Abkommen gewährte den Bewohnern der getauschten Gebiete alle ihre bisherigen Rechte am Grundbesitz, und sie konnten auch die Staatsbürgerschaft frei wählen.

## Bau des Hotels – ein Rennen gegen die Zeit
Zur Zeit der Unterzeichnung des Staatsvertrags am 8. Dezember 1862 gehörte das unbebaute Grundstück einem Franzosen namens Ponthus (1837–1895). Der damals 25-Jährige verdiente einen Teil seines Lebensunterhalts mit dem Schmuggel. Im Hinblick auf den künftigen Grenzverlauf und die in Aussicht gestellte Garantie der Eigentumsrechte an bestehenden Gebäuden nutzte er die kurze Zeit bis zur Inkraftsetzung des Vertrags, um mit dem Bau eines Hauses zu beginnen und es formell rechtzeitig vor dem 20. Februar 1863 mit dem Decken des Daches fertigzustellen. Um Zeit zu gewinnen, bot er nicht nur alle verfügbaren Arbeitskräfte des Ortes auf, sondern verzichtete auch auf den Bau eines weiteren geplanten Stockwerks. Die Schweizer Behörden protestierten zwar gegen den Bau, konnten jedoch vor Inkrafttreten der Grenzkorrektur keinen Baustopp verfügen.
Ponthus legte etwa einen Drittel der Gebäudegrundfläche auf künftiges Schweizer und zwei Drittel auf französisches Gebiet. Dahinter lag die Absicht, Vorteile im grenzüberschreitenden Handel zu erzielen, indem er im Schweizer Teil einen Laden, das Magasin R. Ponthus, und auf französischer Fläche eine Gaststätte einrichtete. Der Laden war auf die Bedürfnisse der Schmuggler ausgerichtet. 1895 starb Ponthus. Seine Söhne Raymond und Alphonse übernahmen die Geschäfte und richteten das Hôtel de la Frontière ein, gerieten aber zunehmend in Streit miteinander. 1921 verkauften sie die Liegenschaft an Jules-Jean Arbez (* 1874). Er nannte den Betrieb fortan Hôtel Franco-Suisse, und seine Nachkommen führen ihn bis heute.

## Zweiter Weltkrieg und Algerienkrieg
Während der Besetzung Frankreichs durch die Wehrmacht war es den deutschen Truppen erlaubt, den französischen Teil des Hotels und die Brasserie zu betreten. Der Übertritt zur Schweizer Seite war ihnen untersagt. Die oberen Stockwerke des Hotels durften sie ebenfalls nicht betreten, da die beiden Treppen in der Schweiz enden. Die Demarkationslinie zwischen dem besetzten (Zone occupée) und dem freien Frankreich (Zone libre) verlief von 1940 bis 1942 entlang der Route nationale 5 (Rue de la Frontière) und somit vor der Haustüre. Das Hotel lag am Schnittpunkt der beiden Zonen und der neutralen Schweiz.
Max Arbez (1901–1992), Sohn von Jules-Jean Arbez, nutzte diesen Umstand aus, indem er hunderten von Juden und Angehörigen der Résistance beim Grenzübertritt in die eine oder andere Richtung half oder sie im Hotel versteckte. Dabei unterstützte ihn seine Frau Angèle Arbez. Für seine Verdienste wurde Max Arbez 2012 durch Yad Vashem die Auszeichnung Gerechter unter den Völkern posthum zuerkannt. Seine Witwe nahm die Auszeichnung 2013 entgegen.
Am 9. Dezember 1961 war das Hotel Gastgeber während Vorverhandlungen zwischen Vertretern Frankreichs und des algerischen Front de Libération Nationale zur Beendigung des Algerienkriegs. Die französischen Diplomaten kamen von Frankreich her, die algerischen Vertreter reisten über die Schweiz an. Andere Quellen nennen Le Yéti, ein Gebäude des Strassenunterhaltsdienstes im nahen Les Rousses (Lage), als weiteren Ort geheimer Vorverhandlungen im Februar 1962. Eine Informationstafel erinnert dort an die Ereignisse im Yéti. Die Verträge von Évian beendeten in der Folge den Krieg und führten zur Unabhängigkeit Algeriens.

## Lage des Hotels und der Grenzverlauf
Das Haus liegt auf dem schmalen Streifen Land zwischen der französischen Route de la Frontière und der Schweizer Route de France. Die Grenze verläuft parallel zu den beiden Strassen und durch das dazwischen liegende Gebäude. Das Hotel kann von beiden Strassen und somit beiden Staaten her betreten werden. Auf französischer Seite trägt es den Namen Arbez und über dem Schweizer Eingang die Bezeichnung Hôtel Franco-Suisse. Mehrere kleine amtliche Grenzmarkierungen an den Fassaden der verschiedenen Gebäudeteile und ein grosser Grenzstein lassen den Grenzverlauf erkennen:
- Im Hotel (dem ältesten Gebäudeteil der Anlage) geht die Grenze durch den Speisesaal, den Flur und die Küche. Im Speisesaal liegt der kleinere, abtrennbare Teil (ehemals Laden) in der Schweiz. Die beiden Treppen in die oberen Stockwerke beginnen in Frankreich und enden in der Schweiz. Der Schweizer Teil des Gebäudes hat die Adresse Route de France 61.[11]
- Die später gebaute Brasserie mit der Bar liegt vollständig in Frankreich. Die Grenze verläuft im Freien vor dem Eingang der Schweizer Seite. Die Grenzsymbole über der Bar haben nur dekorativen Charakter.[12]
- Die Zimmer Nr. 6 und 9 liegen vollständig in Frankreich. Gelegentlich wird behauptet, der Kopfteil der Betten liege in der Schweiz.[12]
- Das Wandgemälde an der Hotelfassade befindet sich in der Schweiz, sein linker Rand bildet die Grenze. Es ist eine Kopie von Paul Cézannes Les Joueurs de cartes.[12]
- Im Zimmer Nr. 12 (von aussen gesehen über dem Wandgemälde) sind die Betten in der Schweiz und das Bad in Frankreich. Die Grenze verläuft zwischen den beiden Fenstern.[12]
- Der Hotel-Annex (Schweizer Adresse Route de France 57) liegt fast vollständig in der Schweiz. Wenige Zentimeter der Rückwand gehören zu Frankreich.[12] Dieses Gebäude wurde erst nach der Grenzkorrektur gebaut und in seiner Anfangszeit an die Gendarmerie vermietet.[3]

## Trivia
Die besondere Situation des Hotels bezüglich der Grenze animierte 1958 Max Arbez und seinen Freund Edgar Faure zur Ausrufung der fiktiven Mikronation l’Arbézie.